# Ирландия на «Евровидении-1999»
На Евровидении 1999 Ирландию представила группа The Mullans с песней When You Need Me. Ирландия заняла 17 место с 18 баллами. Наибольшее количество баллов (12) Ирландии дала Литва; максимальное количество баллов (12) Ирландия присудила Словении.
Выставленные очки Ирландии другими странами:
| Страна         | Количество баллов |
| -------------- | ----------------- |
| Литва          | 12                |
| Норвегия       | 1                 |
| Турция         | 1                 |
| Великобритания | 4                 |
| Всего          | 18                |

Очки, выставленные Ирландией другим странам:
| Страна     | Количество баллов |
| ---------- | ----------------- |
| Швеция     | 5                 |
| Исландия   | 4                 |
| Хорватия   | 6                 |
| Эстония    | 8                 |
| Дания      | 7                 |
| Нидерланды | 1                 |
| Словения   | 12                |
| Бельгия    | 10                |
| Норвегия   | 3                 |
| Франция    | 2                 |